# Melchitský apoštolský exarchát v Argentině
Apoštolský exarchát v Argentině je melchitský řeckokatolický exarchát.

## Území
Zahrnuje území celé Argentiny.
Biskupský sídlem je město Córdoba, kde se nachází hlavní chrám, katedrála svatého Jiří.

## Historie
Exarchát byl zřízen 21. března 2002 bulou Quandoquidem saeculorum papeže Jana Pavla II.

## Seznam apoštolských exarchů
- Georges Nicolas Haddad, S.M.S.P. (2002–2005)
- Jean-Abdo Arbach, B.S. (2006–2012)
- Ibrahim Salameh, S.M.S.P. (2012–2023)
- otec Jean Abou Crouch (od 2023) apoštolský administrátor